# Aéroport de l'île de Mykonos
Pour les articles homonymes, voir Aéroport et Mykonos.
L'aéroport de Mykonos (en grec moderne : Κρατικός Αερολιμένας Μυκόνου, code IATA : JMK • code OACI : LGMK) est un aéroport international desservant l'île de Mykonos, dans l'archipel des Cyclades, de la mer Égée en Grèce.

## Histoire
Cet aéroport international est inauguré en 1971, à 4 km au sud-est de Mykonos (ville), et 150 km au sud-est de l'aéroport international d'Athènes. 

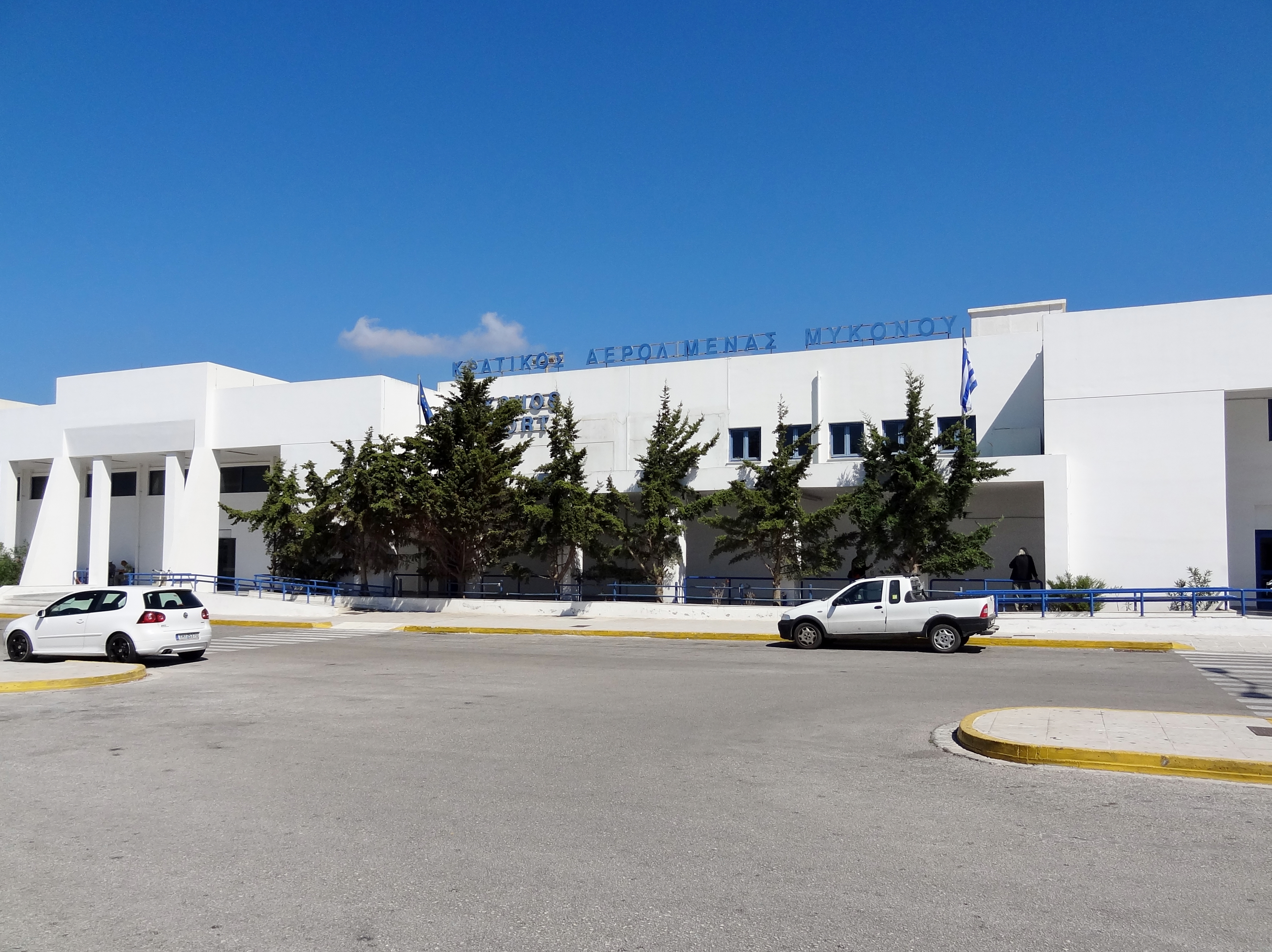
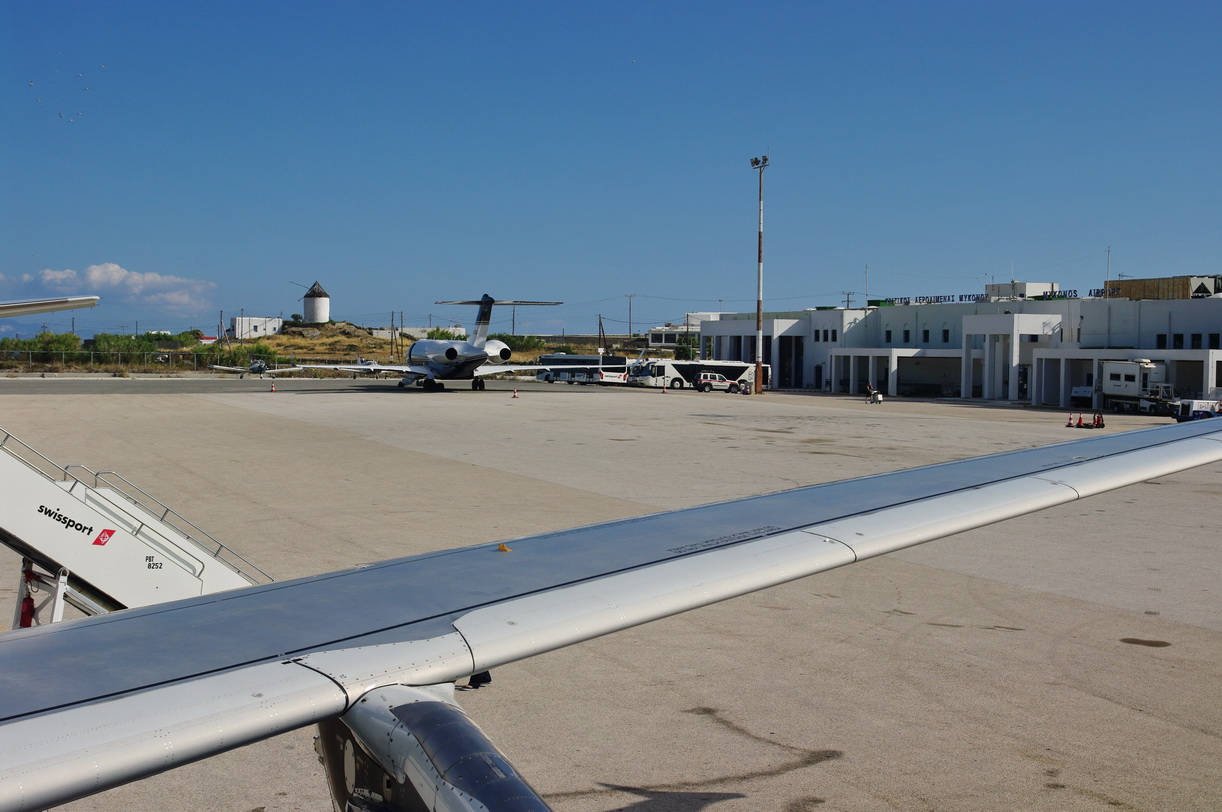
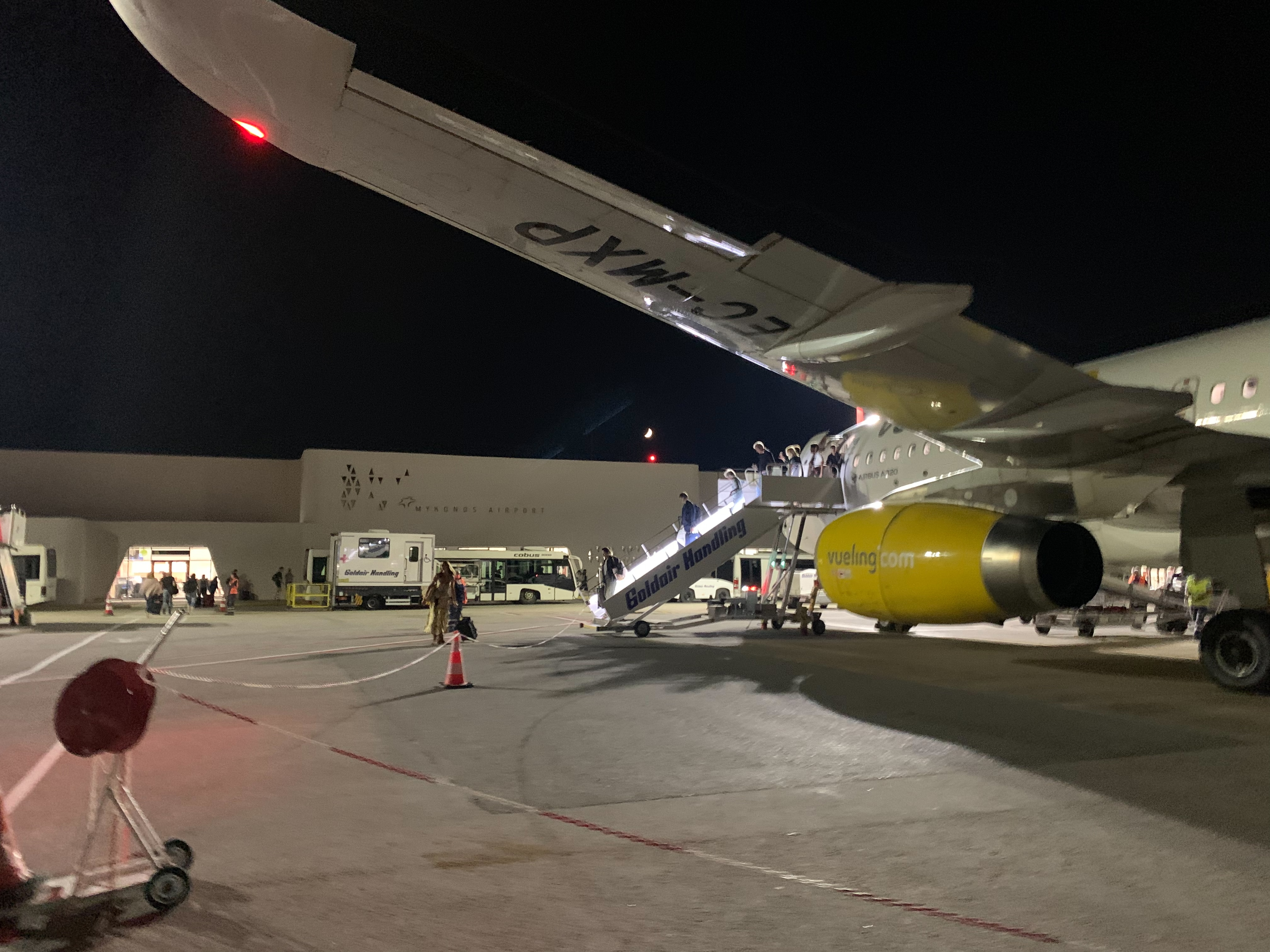

Avec envions 1,5 million de passagers annuels, il est un des principaux aéroports des Cyclades, avec l'aéroport de Santorin de 1972. Des navettes desservent en 15 min le vieux port de Mykonos ou le Nouveau Port de Mýkonos (à 6 km au nord-ouest) pour accéder aux îles des Cyclades par ferry.  

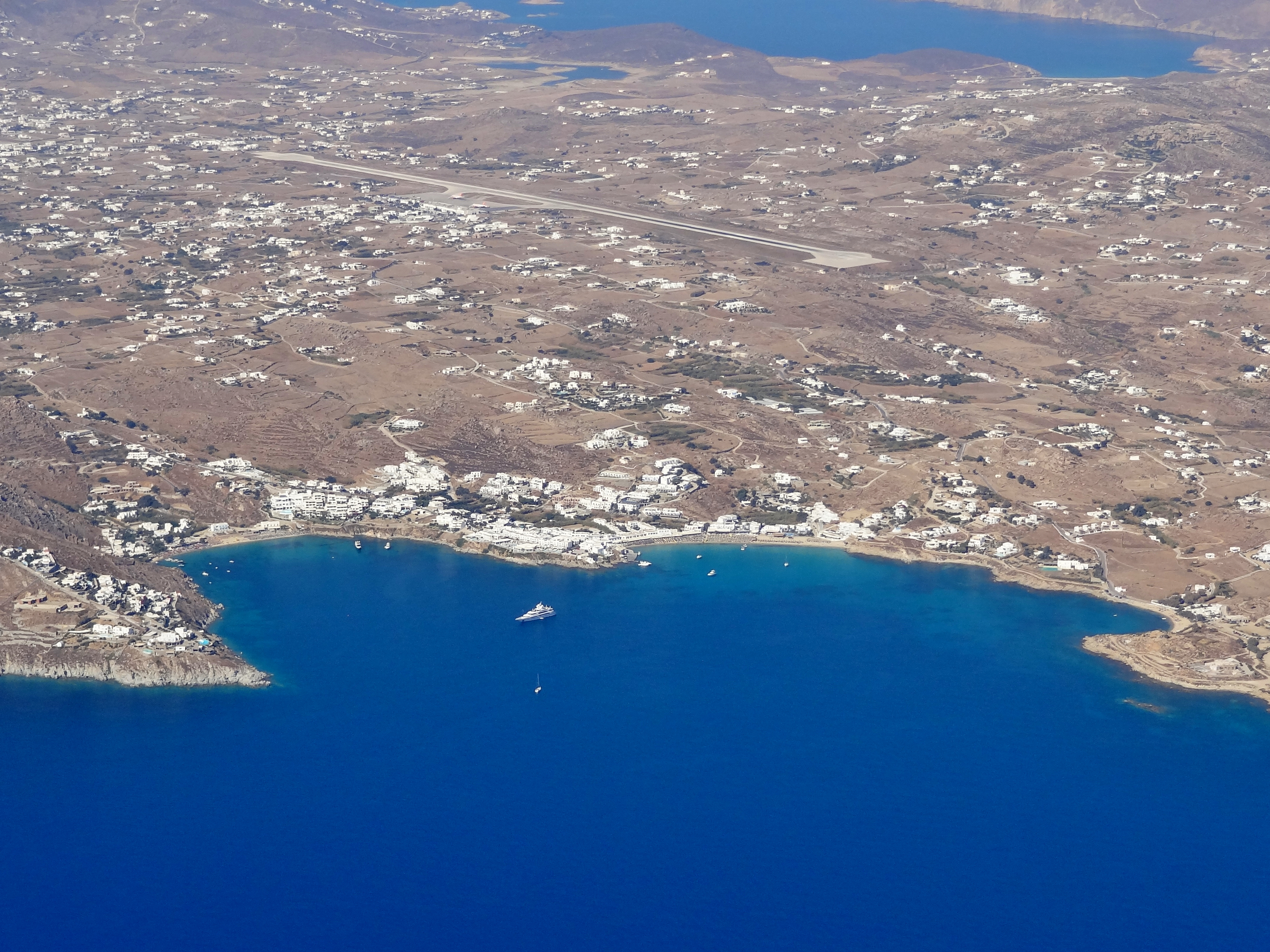
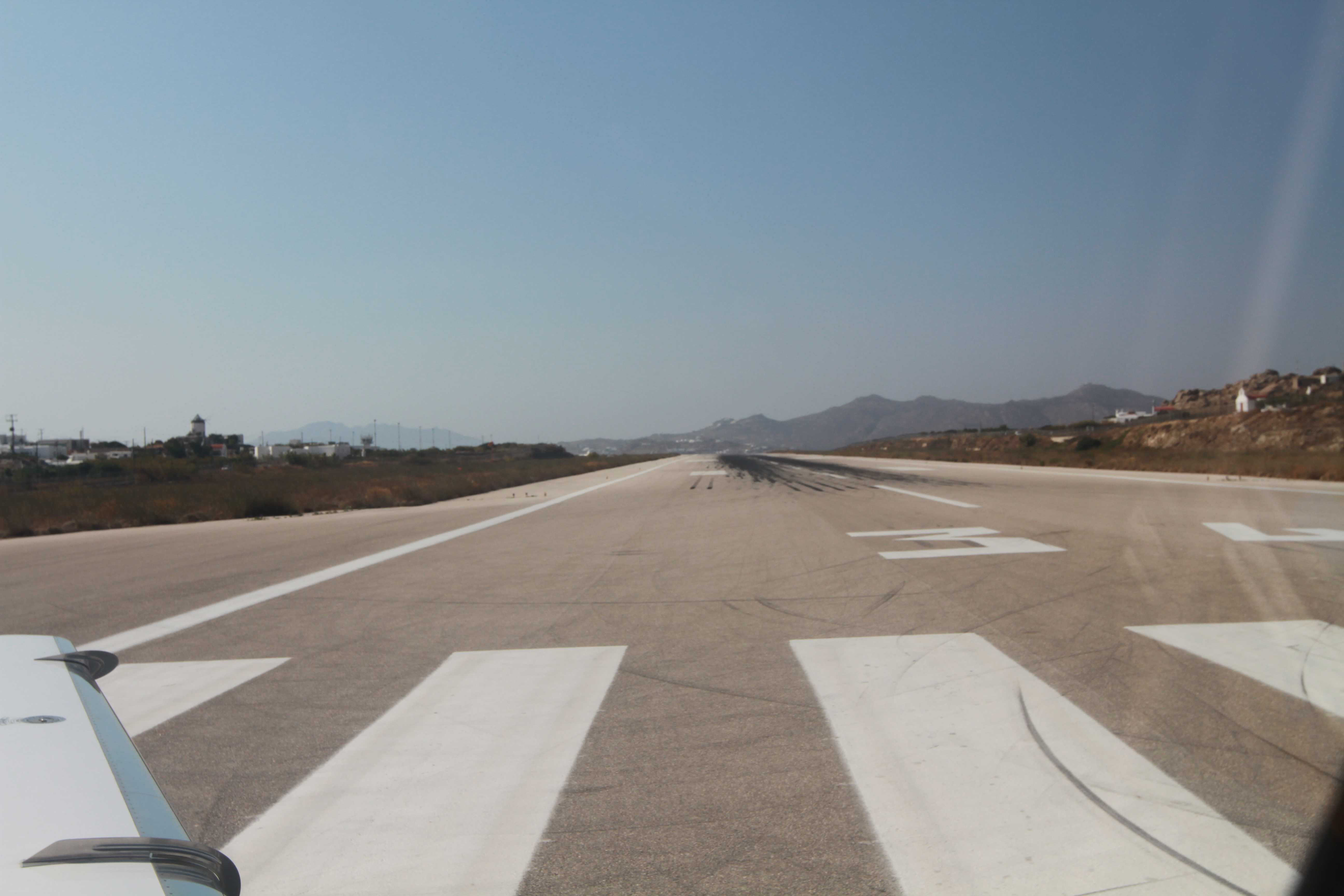
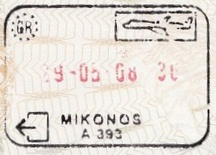
Tampon de l'aéroport

## Gestion aéroportuaire
En 2015, la société allemande de gestion aéroportuaire Fraport (de Frankfurt Airport, exploitant de l'aéroport de Francfort-sur-le-Main), associé à l'opérateur grec Colezopoulos, annonce la signature d'un accord de concession pour une durée de quarante ans pour la gestion de quatorze aéroports en Grèce ; l'aéroport de Mykonos fait partie de cet accord, ainsi que ceux de Aktion, La Canée, Corfou, Kavala, Céphalonie, Kos, Mytilène, Rhodes, Samos, Santorin, Skiathos, Thessalonique et Zante.

## Situation

### Carte des aéroports en Grèce
| \| 50 km1:6 137 000 \| Agrinion Aktion Alexandreia Alexandroúpoli Andravida Áraxos Astypalée Athènes · E. Venizélos Céphalonie La Canée Chios Corfou Héraklion Icarie Ioannina Kalamata Kalymnos Karpathos Kassos Kastellórizo Kastoria Kavala Cythère Kos Kotroni Kozani Larissa Lemnos Leros Milos Mykonos Mytilène Naxos Néa Anchíalos Paros Rhodes Maritsa Samos Santorin Sitía Skiathos Skyros Sparte Syros Tanagra Tatoi Thessalonique Tripoli Tympaki Zante Kastélli |
| 50 km1:6 137 000 |

## Statistiques
Le graphique qui aurait dû être présenté ici ne peut pas être affiché car il utilise l'ancienne extension Graph, désactivée pour des questions de sécurité. Des indications pour créer un nouveau graphique avec la nouvelle extension Chart sont disponibles ici.

Voir la requête brute et les sources sur Wikidata.

### Zoom sur l'impact du covid de 2019-2020
Le graphique qui aurait dû être présenté ici ne peut pas être affiché car il utilise l'ancienne extension Graph, désactivée pour des questions de sécurité. Des indications pour créer un nouveau graphique avec la nouvelle extension Chart sont disponibles ici.

Voir la requête brute et les sources sur Wikidata.

## Compagnies aériennes et destinations
| Compagnies                    | Destinations |
| ----------------------------- | --- |
| Aegean Airlines               | Athènes E.-Venizélos En saison : Tel Aviv - Ben Gourion |
| AeroItalia                    | En saison: Bergame-Orio al Serio |
| Air France                    | En saison : Paris-Charles de Gaulle |
| Animawings                    | En saison : Bucarest-H. Coandă |
| Arkia                         | En saison : Tel Aviv - Ben Gourion |
| Austrian Airlines             | En saison : Vienne-Schwechat |
| Bluebird Airways              | En saison : Tel Aviv - Ben Gourion |
| British Airways               | En saison : Londres-City, Londres-Gatwick, Londres-Heathrow |
| Cyprus Airways                | En saison : Larnaca |
| easyJet                       | En saison : - Amsterdam, - Bristol, - Londres-Gatwick, - Londres-Luton, - Lyon-Saint-Exupéry, - Manchester, - Milan-Malpensa, - Naples-Capodichino, - Nice-Côte d'Azur, - Paris-Orly, - Venise - Marco Polo |
| easyJet Switzerland           | En saison : Bâle-Mulhouse, Genève-Cointrin |
| Edelweiss Air                 | En saison : Zurich |
| Etihad Airways                | En saison: Abou Dabi |
| Eurowings                     | En saison : Düsseldorf, Hambourg-H.-Schmidt, Prague-Václav-Havel, Stockholm-Arlanda, Stuttgart |
| Eurowings Discover            | En saison: Francfort, Munich-F. J. Strauß |
| flydubai                      | En saison: Dubaï |
| flynas                        | En saison: Riyad-roi Khaled |
| Gulf Air                      | En saison : Manama-Bahreïn |
| Iberia Express                | En saison : Madrid-Barajas |
| Jet2.com                      | En saison : Manchester |
| Kuwait Airways                | En saison : Koweït |
| Lufthansa                     | En saison : Francfort, Munich-F. J. Strauß |
| Luxair                        | En saison : Luxembourg-Findel |
| Middle East Airlines          | En saison charter: Beyrouth-Rafic Hariri |
| Neos                          | En saison : Bologne-Borgo Panigale, Milan-Malpensa, Rome Léonard-de-Vinci/Fiumicino, Vérone - Villafranca                                                                                                   |
| Norwegian Air Shuttle         | En saison: Stockholm-Arlanda |
| Olympic Air                   | En saison : Thessalonique-Makedonía |
| Qatar Airways                 | En saison : Doha-Hamad |
| Ryanair                       | En saison : Bologne-Borgo Panigale, Budapest-Ferenc Liszt, Naples-Capodichino, Paphos, Vérone - Villafranca                                                                                                 |
| Saudia                        | En saison: Riyad-roi Khaled |
| Scandinavian Airlines         | En saison : Stockholm-Arlanda |
| Sky Express                   | Athènes E.-Venizélos En saison : Thessalonique-Makedonía |
| Swiss International Air Lines | En saison : Genève-Cointrin, Zurich |
| Transavia                     | En saison : Amsterdam |
| Transavia France              | En saison : Paris-Orly |
| TUI fly Belgium               | En saison : Bruxelles-National |
| Volotea                       | En saison : - Athènes E.-Venizélos, - Bari-Karol Wojtyła, - Marseille-Provence, - Nantes-Atlantique, - Naples-Capodichino, - Venise - Marco Polo                                                            |
| Vueling                       | En saison : Barcelone-El Prat, Rome Léonard-de-Vinci/Fiumicino |
| Wizz Air                      | En saison : - Bucarest-H. Coandă, - Catane-Fontanarossa, - Naples-Capodichino, - Rome Léonard-de-Vinci/Fiumicino, - Tel Aviv - Ben Gourion, - Venise - Marco Polo                                           |

Édité le 03/12/2019   Actualisé le 18/05/2023